# Горен-Еневец
Горен-Еневец (болг. Горен Еневец) — село в Болгарии. Находится в Великотырновской области, входит в общину Велико-Тырново. Население составляет 5 человек (2022).

## Политическая ситуация
Горен-Еневец подчиняется непосредственно общине и не имеет своего кмета.
Кмет (мэр) общины Велико-Тырново — Румен Рашев (независимый) по результатам выборов.